# Limnophila (djur)
Limnophila är ett släkte av tvåvingar som beskrevs av Pierre Justin Marie Macquart 1834.
Limnophila ingår i familjen småharkrankar.

## Bildgalleri

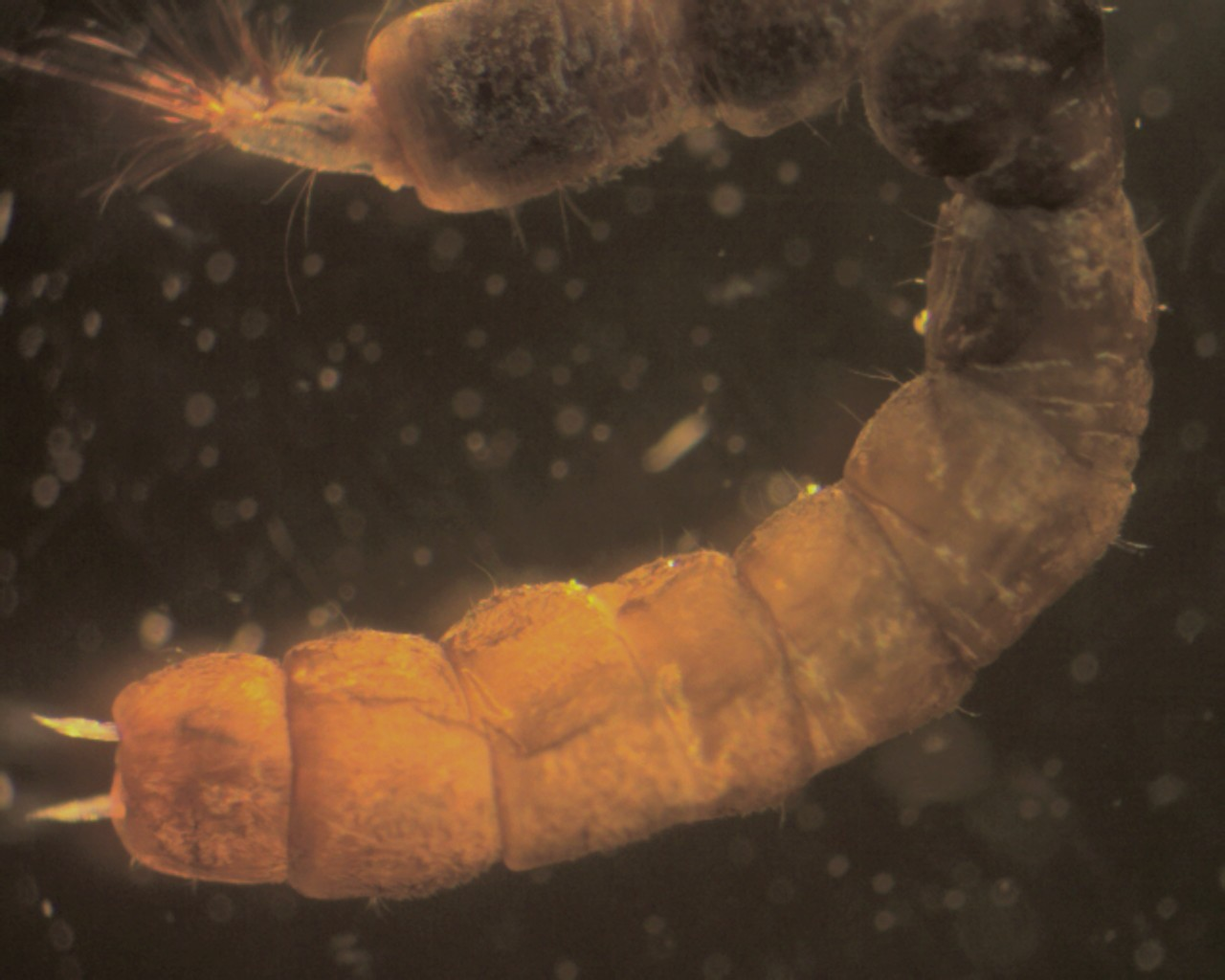
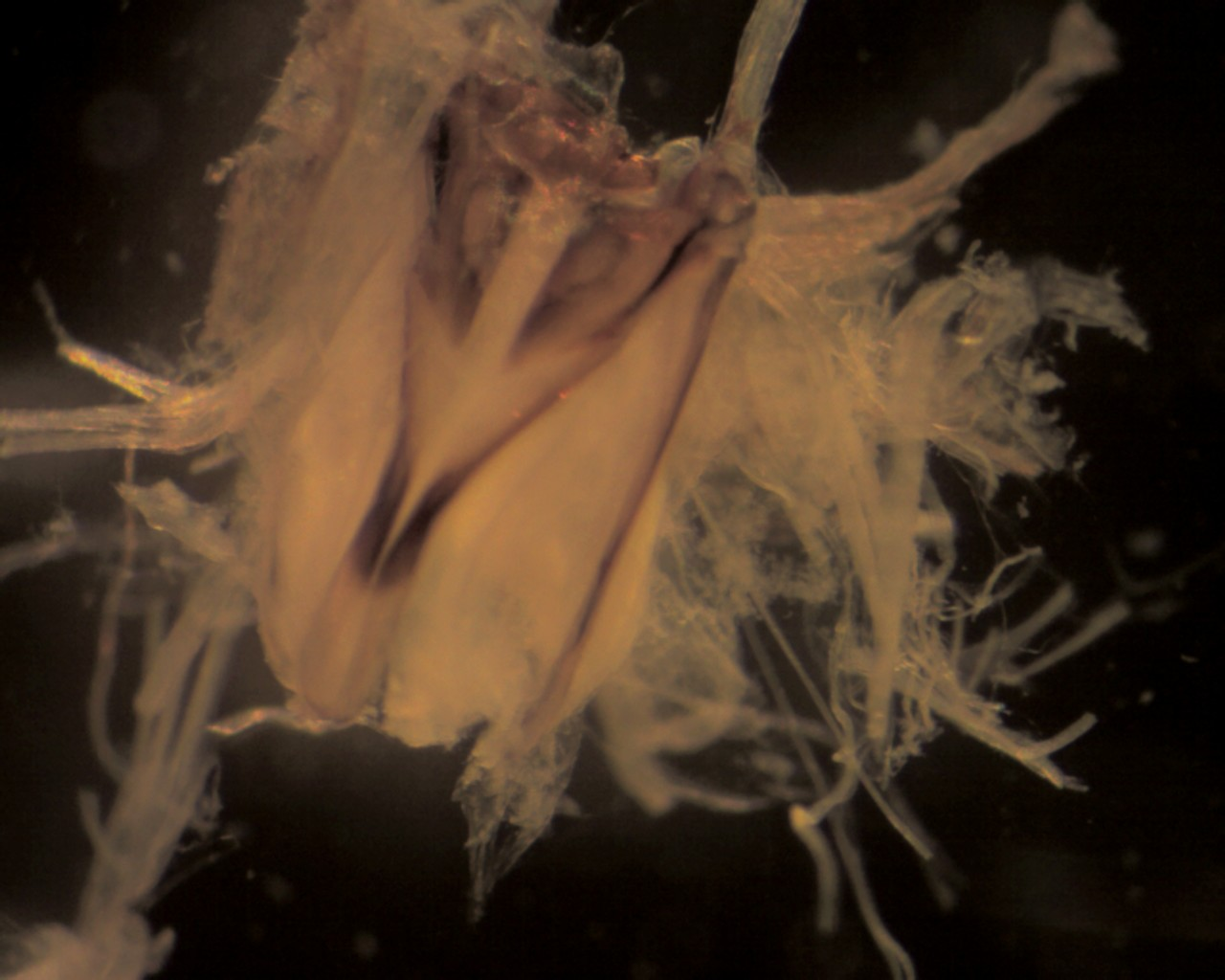

## Dottertaxa tillLimnophila, i alfabetisk ordning[1][2]
- Limnophila abstrusa
- Limnophila acuspinosa
- Limnophila adicia
- Limnophila albomanicata
- Limnophila allosoma
- Limnophila alpica
- Limnophila analosuffusa
- Limnophila angularis
- Limnophila angusticellula
- Limnophila angustilineata
- Limnophila angustula
- Limnophila antennella
- Limnophila araucania
- Limnophila arnoudi
- Limnophila aureola
- Limnophila austroalpina
- Limnophila basalis
- Limnophila bathrogramma
- Limnophila benguetana
- Limnophila bigladia
- Limnophila bituminosa
- Limnophila bivittata
- Limnophila bogongensis
- Limnophila borchi
- Limnophila brachyclada
- Limnophila brachyptera
- Limnophila breviterebra
- Limnophila brunneistigma
- Limnophila bryanti
- Limnophila bryobia
- Limnophila buangensis
- Limnophila byersi
- Limnophila campbelliana
- Limnophila cancellata
- Limnophila canifrons
- Limnophila carteri
- Limnophila casta
- Limnophila celestissima
- Limnophila charis
- Limnophila charon
- Limnophila chilensis
- Limnophila chinggiskhani
- Limnophila cinerea
- Limnophila cingulipes
- Limnophila circumscripta
- Limnophila claggi
- Limnophila clavigera
- Limnophila colophallus
- Limnophila crepuscula
- Limnophila decasbila
- Limnophila defecta
- Limnophila dictyoptera
- Limnophila difficilis
- Limnophila diploneura
- Limnophila disposita
- Limnophila distans
- Limnophila dorrigana
- Limnophila dorsolineata
- Limnophila dravidica
- Limnophila edita
- Limnophila effeta
- Limnophila egena
- Limnophila elapsa
- Limnophila electa
- Limnophila emmelina
- Limnophila eutheta
- Limnophila euxesta
- Limnophila expressa
- Limnophila fenestrata
- Limnophila filiformis
- Limnophila flavicauda
- Limnophila flavissima
- Limnophila formosa
- Limnophila fundata
- Limnophila fuscovaria
- Limnophila galactopoda
- Limnophila gentilis
- Limnophila grandidieri
- Limnophila guttulatissima
- Limnophila hemmingseniana
- Limnophila hilli
- Limnophila hoffmanniana
- Limnophila humidicola
- Limnophila hyaloptera
- Limnophila imitatrix
- Limnophila implicita
- Limnophila inculta
- Limnophila inordinata
- Limnophila interrupta
- Limnophila intonsa
- Limnophila iota
- Limnophila iotoides
- Limnophila japonica
- Limnophila jordanica
- Limnophila jucunda
- Limnophila kaieturana
- Limnophila kamengensis
- Limnophila karma
- Limnophila kashongensis
- Limnophila kershawi
- Limnophila kerteszi
- Limnophila laetithorax
- Limnophila laricicola
- Limnophila latistyla
- Limnophila lepida
- Limnophila leucostigma
- Limnophila levidensis
- Limnophila litigiosa
- Limnophila lloydi
- Limnophila lobifera
- Limnophila longicellula
- Limnophila luctuosa
- Limnophila luteicauda
- Limnophila luteifemorata
- Limnophila macrocera
- Limnophila maculithorax
- Limnophila madida
- Limnophila malagasya
- Limnophila malitiosa
- Limnophila manipurensis
- Limnophila martynovi
- Limnophila mcdunnoughi
- Limnophila melaleuca
- Limnophila melica
- Limnophila micromera
- Limnophila micropriapus
- Limnophila microspila
- Limnophila mira
- Limnophila mirabunda
- Limnophila miroides
- Limnophila mitocera
- Limnophila mitoceroides
- Limnophila morosa
- Limnophila morula
- Limnophila multigeminata
- Limnophila multiguttula
- Limnophila multipunctipennis
- Limnophila nebulicola
- Limnophila nebulifera
- Limnophila nematocera
- Limnophila nemorivaga
- Limnophila nigrofemorata
- Limnophila nitidiceps
- Limnophila nixor
- Limnophila nocticolor
- Limnophila novella
- Limnophila nox
- Limnophila nubiplena
- Limnophila nycteris
- Limnophila obscura
- Limnophila obscuripennis
- Limnophila ocellata
- Limnophila oiticicai
- Limnophila oliveri
- Limnophila otwayensis
- Limnophila palassoptera
- Limnophila pallidistyla
- Limnophila pallidithorax
- Limnophila pardalota
- Limnophila pauciseta
- Limnophila pectinifera
- Limnophila penana
- Limnophila pergracilis
- Limnophila perlata
- Limnophila perscita
- Limnophila pictipennis
- Limnophila pilosipennis
- Limnophila platyna
- Limnophila poetica
- Limnophila politostriata
- Limnophila polymoroides
- Limnophila procella
- Limnophila pruinosa
- Limnophila pullipes
- Limnophila quaesita
- Limnophila radialis
- Limnophila recedens
- Limnophila recta
- Limnophila recurvata
- Limnophila referta
- Limnophila remota
- Limnophila reniformis
- Limnophila retracta
- Limnophila reverenda
- Limnophila roraima
- Limnophila roraimicola
- Limnophila rubecula
- Limnophila rubida
- Limnophila sachalinensis
- Limnophila schadei
- Limnophila schranki
- Limnophila scitula
- Limnophila serena
- Limnophila sesquivena
- Limnophila shikokuensis
- Limnophila sikorai
- Limnophila soldatovi
- Limnophila spinulosa
- Limnophila stuckenbergiana
- Limnophila subapterogyne
- Limnophila subcostata
- Limnophila subcylindrica
- Limnophila subguttularis
- Limnophila subjucunda
- Limnophila subpilosa
- Limnophila subtenuicornis
- Limnophila subtristis
- Limnophila suspecta
- Limnophila taiwanensis
- Limnophila tasioceroides
- Limnophila tenella
- Limnophila tenuicornis
- Limnophila tetonicola
- Limnophila theresiae
- Limnophila tigriventris
- Limnophila tonnoiri
- Limnophila undulata
- Limnophila unispinifera
- Limnophila upsilon
- Limnophila varicornis
- Limnophila velitor
- Limnophila venosa
- Limnophila venustipennis
- Limnophila vera
- Limnophila verecunda
- Limnophila vicaria
- Limnophila wolffhuegeli
- Limnophila woodiana